# Love Potion No. 9 (canción)
«Love Potion No. 9» es una canción de 1959 escrita por Jerry Leiber y Mike Stoller.Originalmente fue interpretada por The Clovers, quienes lograron posicionar el tema en el puesto número 23 de las listas de éxitos de Estados Unidos ese año.

## Historia
La canción trata de un chico que pide ayuda para encontrar el amor a una gitana, quien le proporciona un brebaje al que llama "love potion number 9" (Poción de amor número 9). Esta pócima, hace que el hombre se enamore de toda persona a la que ve, besado a todos los que se encuentra por la calle, llegando incluso a besar a un policía en una esquina, quien rompe la botella que contiene la pócima.
El asunto del beso al policía originó cierta polémica, llegando incluso a ser censurada en algunas emisoras de radio. La letra también habla de que el chico es un "fracaso con las jovencitas desde 1956" ("a flop with chicks since 1956"). En grabaciones posteriores la frase fue variando en función del año de la grabación. 

## Versiones
- Wayne Fontana and the Mindbenders (1963)
- The Searchers (1963),[3] Número 3 en Estados Unidos en 1965
- Ronnie Dio and the Prophets (1964)
- Tony Jackson with The Vibrations (1965)
- Herb Alpert & The Tijuana Brass (1965)
- The Ventures (February 1965)
- The Fugitives (1965)
- Jewel Akens (1965)
- The Coasters (1966), Número 6 en Canadá[4]
- Nancy Sit (1967)
- Xhol (Grabado en 1969 y publicado en 1971, como "Love Potion 25")
- Jan Dukes de Grey (1974)
- Elkie Brooks (1976)
- Hurriganes (1978)
- Inga Rumpf (1979)
- Lee Towers (1981) Número 23 en los Países Bajos
- The Nylons (1982)
- Tygers of Pan Tang (1982)
- Alvin and the Chipmunks (1988)
- Beau Nasty (1989)
- Southern All Stars (1990)
- Tlot Tlot (1992)
- Carole Davis (para los títulos de crédito de la película Love Potion No. 9 , con arreglos de James Wilson y J. Rodgers) (1992)
- Neil Diamond (1993)
- Chang Yu-sheng y Su Rui, para el álbum 去香港看看 (1996)
- The White Stripes (1997)
- Robert Plant (2008)

## En la cultura popular
- La grabación alternativa de the Clovers titulada "Love Potion Number Ten" fue usada en la banda sonora de la película American Graffiti (1973).[5]
- Fue usada para los títulos de crédito finales de la película homónima de 1992.
- Aparece en el musical Smokey Joe's Cafe.
- En la película Shrek 2, la botella con la pócima de amor que el Hada madrina entrega al rey aparece marcada con el número IX (9 en números romanos).
- En la saga de videojuegos The Sims se usa el "Love Potion 8.5", haciendo referencia a la canción y la película.
- En la canción de Cyndi Lauper "I'll Kiss You" se menciona el "love potion number 8" como poción de amor fallida, frente a la exitosa poción número 9. La canción hace también varios giños más a "Love Potion #9", haciendo referencia a la gitana y al beso de la esquina.
- En la canción "Poetry in Motion" de Johnny Tillotson se hace referencia al "number 9 love potion".